# El Tossal (els Omells de na Gaia)
El Tossal és una muntanya de 648 metres que es troba al municipi dels Omells de na Gaia, a la comarca catalana de l'Urgell.
Al cim podem trobar-hi un vèrtex geodèsic (referència 263120001).